# Briežuciems socken
Briežuciems socken (lettiska: Briežuciema pagasts) är ett administrativt område i Balvi kommun i Lettland.